# Kabala (Türi)
Kabala is een plaats in de Estlandse provincie Järvamaa. De plaats heeft de status van dorp (Estisch: küla).
Tussen 1991 en 2005 was Kabala de hoofdplaats van een afzonderlijke gemeente met 1022 inwoners (2005) en een oppervlakte van 209,7 km². In 2005 ging deze gemeente op in de gemeente Türi.

## Bevolking
Het dorp had 279 inwoners op 31 december 2011 en 245 inwoners op 31 december 2021.